# 卡利尼夫卡 (伊久姆區)
49°34′51″N 36°54′5″E / 49.58083°N 36.90139°E
卡利尼夫卡（羅馬化：Kalynivka），1918—2016年間名為切爾沃内亞爾（Червоний Яр），是位於烏克蘭東部哈爾科夫州伊久姆區巴拉克利亚市镇的村莊。該村始建於1870年，面積0.78平方公里，海拔高度118米，2001年人口309。